# Sân bay Kéniéba
Sân bay Kéniéba (IATA: KNZ, ICAO: GAKA) là một sân bay ở Kéniéba, Mali.